# Ванин, Евгений Алексеевич
Евгений Алексеевич Ванин (28 октября 1947, Сталино, Украинская ССР — 7 апреля 1989, Норвежское море) — подводник, капитан 1 ранга (1988). Командир 604-го экипажа, который был на АПЛ К-278 «Комсомолец» проекта 685 «Плавник», затонувшей 7 апреля 1989 года в Норвежском море.

## Биография
В 1972 году окончил Высшее военно-морское училище имени М. В. Фрунзе. С 1970 года служил на подводных лодках. С 1977 года — помощник, старший помощник командира АПЛ К-513 проекта 671РТ.
С 1984 года — капитан 1 ранга, командир АПЛ К-278 «Комсомолец» 6-й дивизии 1-й флотилии подводных лодок Северного флота. Погиб вместе с кораблём в катастрофе 7 апреля 1989 года в Норвежском море.

## Награды и звания
Посмертно награждён орденом Красного Знамени.